# William Vogt
William Vogt (1859-1918) es un autor y conferencista suizo de libros y panfletos antimasónicos. Es hijo del polítíco Carl Vogt.